# Saint-Pierre-de-Genebroz
Saint-Pierre-de-Genebroz település Franciaországban, Savoie megyében. Lakosainak száma 327 fő (2022. január 1.). Saint-Pierre-de-Genebroz La Bauche, Les Échelles, Saint-Christophe, Saint-Franc és Saint-Jean-de-Couz községekkel határos.

## Népesség
A település népessége az elmúlt években az alábbi módon változott:
| Lakosok száma | 349  | 343  | 345  | 334  | 327  | 321  | 319  | 331  | 327  |
|               | 2013 | 2015 | 2016 | 2017 | 2018 | 2019 | 2020 | 2021 | 2022 |